# Polypedates naso
Polypedates naso é uma espécie de anfíbio da família Rhacophoridae.
Pode ser encontrada nos seguintes países: Índia e possivelmente em China.
Os seus habitats naturais são: florestas secas tropicais ou subtropicais, regiões subtropicais ou tropicais húmidas de alta altitude, matagal húmido tropical ou subtropical, campos de gramíneas de baixa altitude subtropicais ou tropicais sazonalmente húmidos ou inundados e marismas intermitentes de água doce.
Está ameaçada por perda de habitat.